# روچی (آلپ‌های بلاروس)
روچی (به لاتین: Ruchi) یک کوه در سوئیس است که در کانتون گراوبوندن واقع شده‌است. روچی ۳٬۱۰۷ متر بالاتر از سطح دریا واقع شده‌است.